# Sportovec roku 1985
Sportovec roku 1985 byl 27. ročník  ankety sportovních novinářů o nejlepšího sportovce Československa. Vítězem se stal letecký akrobat Petr Jirmus, který se toho roku stal mistrem Evropy. V družstvech nejvíce hlasů sesbírala hokejová reprezentace, jež toho roku na domácím šampionátu vybojovala titul mistrů světa.

## První desítka jednotlivci
1. Petr Jirmus (letecká akrobacie)
2. Hana Mandlíková (tenis)
3. Martin Penc (cyklistika)
4. Jiří Králík (lední hokej)
5. Jozef Sabovčík (krasobruslení)
6. Jiří Vrdlovec (kanoistika)
7. Ján Zvara (atletika)
8. Imrich Bugár (atletika)
9. Jan a Jindřich Pospíšilové (kolová)
10. Jaroslav Jurka (šerm)

## První trojka družstva
1. hokejisté Československa
2. družstvo silničních cyklistů na 100 km
3. basketbalisté Československa